# Корте де Фрати
Корте де Фрати (итал. Corte de' Frati) је насеље у Италији у округу Кремона, региону Ломбардија.
Према процени из 2011. у насељу је живело 1.224 становника. Насеље се налази на надморској висини од 48 м.

## Становништво
| 1936. | 1951. | 1961. | 1971. | 1981. | 1991. | 2001. | 2011. |
| ----- | ----- | ----- | ----- | ----- | ----- | ----- | ----- |
| 2.723 | 2.634 | 2.133 | 1.561 | 1.474 | 1.395 | 1.368 | 1.423 |